# Équipe cycliste masculine Human Powered Health

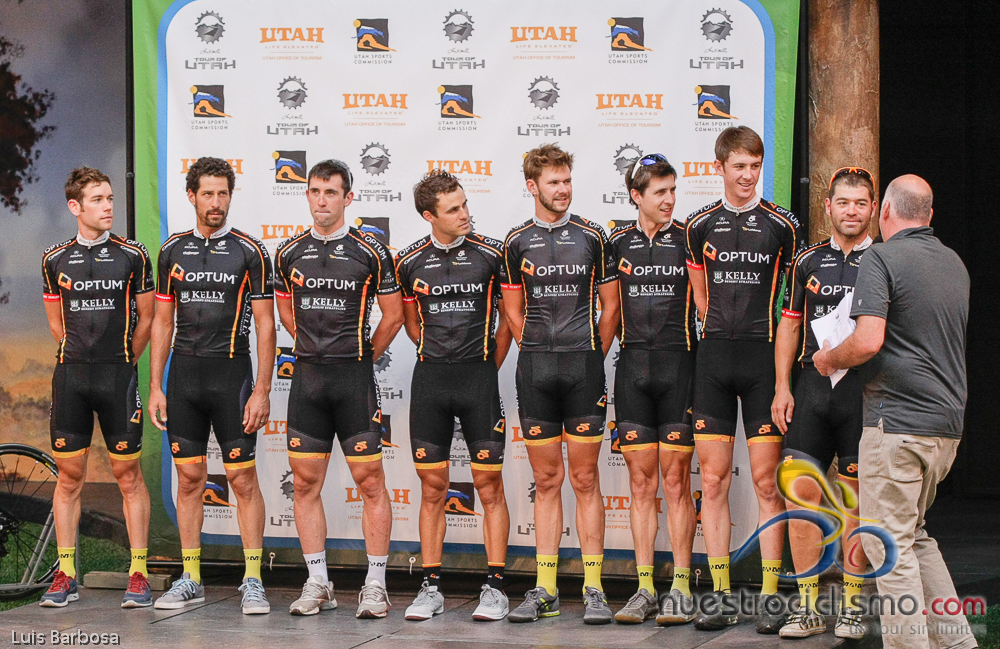
L'équipe en 2013

Cet article concerne l'équipe cycliste masculine Human Powered Health. Pour l'équipe féminine, voir Équipe cycliste féminine Human Powered Health.
L'équipe cycliste Human Powered Health (précédemment connue comme l'équipe Kelly Benefit Strategies, puis Rally Cycling), est une équipe cycliste américaine. Créée en 2007, elle a le statut d'équipe continentale jusqu'en 2017. Elle obtient le statut d'équipe continentale professionnelle en 2018, puis UCI ProTeam depuis 2020 (deuxième division du cyclisme sur route masculin). C'est la section masculine de l'équipe féminine Rally.

## Histoire de l'équipe
L'équipe est détenue et gérée par Circuit Sport, basé au Minnesota.
En 2022, elle est renommée Human Powered Health, du nom de la plate-forme de bien-être créée par Circuit Sport, le propriétaire de la formation.

## Principales victoires

### Compétitions internationales
- Championnats panaméricains sur route : 2
  - Course en ligne : 2007 (Martin Gilbert), 2023 (Pier-André Côté)

### Courses d'un jour
- Gooikse Pijl : 2012 (Ken Hanson)
- Delta Road Race : 2014 (Jesse Anthony), 2015 (Eric Young) 2018 (Adam de Vos)
- Tour of the Battenkill : 2014[2] (Scott Zwizanski)
- Classique de Loulé : 2015 (Michael Woods)
- Redlands Bicycle Classic : 2015 (Phillip Gaimon)
- Raiffeisen Grand Prix : 2017 (Adam de Vos)
- Rutland-Melton Cicle Classic : 2019 (Colin Joyce)
- Route Adélie de Vitré : 2021 (Arvid de Kleijn)
- Grand Prix Criquielion : 2022 (Pier-André Côté)

### Courses par étapes
- Tour de Pennsylvanie : 2008[2] (David Veilleux)
- Tour d'Uruguay : 2009 (Scott Zwizanski)
- Tour de Thaïlande : 2009 (Andrew Bajadali)
- Tour de Beauce : 2009 (Scott Zwizanski)
- Festningsrittet : 2010 (Jesse Anthony)
- Joe Martin Stage Race : 2013[2] (Chad Haga)
- Tour de Gila : 2014 (Carter Jones), 2017 (Evan Huffman), 2018 (Rob Britton)
- Tour de l'Utah : 2017 (Rob Britton)
- Tour d'Alberta : 2017 (Evan Huffman)
- Tour de Sicile : 2019 (Brandon McNulty)

### Championnats nationaux
- Championnats du Canada sur route : 5
  - Course en ligne : 2015 (Guillaume Boivin), 2017 (Matteo Dal-Cin), 2019 (Adam De Vos) et 2022 (Pier-André Côté)
  - Contre-la-montre : 2019 (Rob Britton)
- Championnats des États-Unis sur route : 5
  - Course en ligne : 2021 (Joey Rosskopf) et 2022 (Kyle Murphy)
  - Contre-la-montre : 2013 (Tom Zirbel)
  - Critérium : 2013 (Eric Young)
  - Contre-la-montre espoirs : 2017 (Brandon McNulty)
- Championnats de Pologne sur route : 1
  - Course en ligne : 2023 (Alan Banaszek)

## Classements UCI

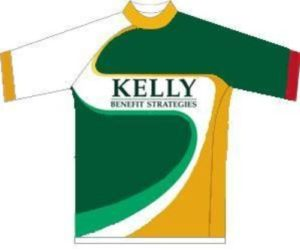
Ancien maillot de l'équipe

L'équipe participe principalement à des épreuves de l'UCI America Tour. Le tableau ci-dessous présente les classements de l'équipe sur les différents circuits continentaux, ainsi que son meilleur coureur au classement individuel.
UCI America Tour
| UCI America Tour | UCI America Tour       | UCI America Tour                          | UCI America Tour |
| Année            | Classement par équipes | Meilleur coureur au classement individuel |                  |
| ---------------- | ---------------------- | ----------------------------------------- | ---------------- |
| 2007             | 9e                     | Martin Gilbert (14e)                      |                  |
| 2008             | 8e                     | David Veilleux (25e)                      |                  |
| 2009             | 3e                     | Scott Zwizanski (6e)                      |                  |
| 2010             | 15e                    | Ryan Anderson (148e)                      |                  |
| 2011             | 16e                    | Alex Candelario (114e)                    |                  |
| 2012             | 4e                     | Ken Hanson (20e)                          |                  |
| 2013             | 2e                     | Ryan Anderson (3e)                        |                  |
| 2014             | 2e                     | Carter Jones (11e)                        |                  |
| 2015             | 1er                    | Michael Woods (3e)                        |                  |
| 2016             | 5e                     | Evan Huffman (19e)                        |                  |
| 2017             | 1er                    | Rob Britton (2e)                          |                  |
| 2018             | 2e                     | Rob Britton (16e)                         |                  |
| 2019             | 2e                     | Brandon McNulty (20e)                     |                  |
| 2020             | 2e                     | Gavin Mannion (25e)                       |                  |
| 2021             | 1er                    | Pier-André Côté (40e)                     |                  |
| 2022             | 1er                    | Nickolas Zukowsky (23e)                   |                  |
| 2023             | 1er                    | Pier-André Côté (22e)                     |                  |
|                  |                        |                                           |                  |
| Source : UCI     |                        |                                           |                  |

UCI Asia Tour
| UCI Asia Tour | UCI Asia Tour          | UCI Asia Tour                             | UCI Asia Tour |
| Année         | Classement par équipes | Meilleur coureur au classement individuel |               |
| ------------- | ---------------------- | ----------------------------------------- | ------------- |
| 2009          | 20e                    | Andrew Bajadali (56e)                     |               |
| 2010          | 23e                    | Jesse Anthony (83e)                       |               |
| 2011          | 62e                    | Dan Bowman (271e)                         |               |
| 2012          | 32e                    | Alex Candelario (71e)                     |               |
| 2013          | 54e                    | Eric Young (167e)                         |               |
| 2018          | 70e                    | Adam de Vos (245e)                        |               |
|               |                        |                                           |               |
| Source : UCI  |                        |                                           |               |

UCI Europe Tour
| UCI Europe Tour | UCI Europe Tour        | UCI Europe Tour                           | UCI Europe Tour |
| Année           | Classement par équipes | Meilleur coureur au classement individuel |                 |
| --------------- | ---------------------- | ----------------------------------------- | --------------- |
| 2007            | 135e                   | Ryan Roth (1351e)                         |                 |
| 2008            | 104e                   | Andrew Bajadali (450e)                    |                 |
| 2009            | 116e                   | David Veilleux (1114e)                    |                 |
| 2010            | 80e                    | Jesse Anthony (309e)                      |                 |
| 2011            | 108e                   | Alex Candelario (628e)                    |                 |
| 2012            | 82e                    | Ken Hanson (269e)                         |                 |
| 2013            | 72e                    | Ken Hanson (308e)                         |                 |
| 2014            | 125e                   | Ryan Anderson (1057e)                     |                 |
| 2015            | 89e                    | Michael Woods (333e)                      |                 |
| 2016            | 115e                   | Will Routley (829e)                       |                 |
| 2017            | 104e                   | Adam de Vos (797e)                        |                 |
| 2018            | 60e                    | Robin Carpenter (352e)                    |                 |
| 2021            | -                      | Arvid de Kleijn (192e)                    |                 |
| 2022            | -                      | Arvid de Kleijn (511e)                    |                 |
|                 |                        |                                           |                 |
| Source : UCI    |                        |                                           |                 |

Depuis 2016, l'équipe est également classée au Classement mondial UCI qui prend en compte toutes les épreuves UCI et concerne toutes les équipes UCI.
| Classement mondial | Classement mondial     | Classement mondial                        | Classement mondial |
| Année              | Classement par équipes | Meilleur coureur au classement individuel |                    |
| ------------------ | ---------------------- | ----------------------------------------- | ------------------ |
| 2016               | -                      | Evan Huffman (338e)                       |                    |
| 2017               | -                      | Rob Britton (191e)                        |                    |
| 2018               | -                      | Brandon McNulty (226e)                    |                    |
| 2019               | 45e                    | Brandon McNulty (241e)                    |                    |
| 2020               | 68e                    | Gavin Mannion (361e)                      |                    |
| 2021               | 40e                    | Arvid de Kleijn (224e)                    |                    |
| 2022               | 39e                    | Nickolas Zukowsky (288e)                  |                    |
| 2023               | 29e                    | Pier-André Côté (248e)                    |                    |
|                    |                        |                                           |                    |
| Source : UCI       |                        |                                           |                    |

## Human Powered Health en 2023

### Effectif
| Effectif 2023            | Effectif 2023     | Effectif 2023 | Effectif 2023                             |
| Cycliste                 | Date de naissance | Pays          | Équipe précédente                         |
| ------------------------ | ----------------- | ------------- | ----------------------------------------- |
| Kristian Aasvold         | 30 mai 1995       | Norvège       | Team Coop (2021)                          |
| Stanisław Aniołkowski    | 20 janvier 1997   | Pologne       | Bingoal Pauwels Sauces WB (2022)          |
| Alan Banaszek            | 30 octobre 1997   | Pologne       | HRE Mazowsze Serce Polski (2022)          |
| Stephen Bassett          | 27 mars 1995      | États-Unis    | Wildlife Generation p/b Maxxis (2019)     |
| Charles-Étienne Chrétien | 16 juin 1999      | Canada        | Premier Tech U23 Cycling Project (2022)   |
| Pier-André Côté          | 24 avril 1997     | Canada        | Silber Pro Cycling (2018)                 |
| Adam de Vos              | 21 octobre 1993   | Canada        | H&R Block (2015)                          |
| Paul Double              | 25 juin 1996      | Royaume-Uni   | MG.K Vis Colors For Peace VPM (2022)      |
| Matthew Gibson           | 2 septembre 1996  | Royaume-Uni   | WiV SunGod (2022)                         |
| Cory Greenberg           | 23 janvier 1988   | États-Unis    | Dauner-AKKON (2022)                       |
| Chad Haga                | 26 août 1988      | États-Unis    | Team DSM (2021)                           |
| Gage Hecht               | 18 février 1998   | États-Unis    | Aevolo (2021)                             |
| August Jensen            | 29 août 1991      | Norvège       | Delko (2021)                              |
| Colin Joyce              | 6 août 1994       | États-Unis    | Axeon-Hagens Berman (2016)                |
| Wessel Krul              | 28 janvier 2000   | Pays-Bas      | SEG Racing Academy (2021)                 |
| Bart Lemmen              | 14 octobre 1995   | Pays-Bas      | VolkerWessels Cycling Team (2022)         |
| Scott McGill             | 20 septembre 1998 | États-Unis    | Wildlife Generation Pro Cycling (2022)    |
| Barnabás Peák            | 29 novembre 1998  | Hongrie       | Intermarché-Wanty-Gobert Matériaux (2022) |
| Benjamin Perry           | 7 mars 1994       | Canada        | WiV SunGod (2022)                         |
| Sebastian Schönberger    | 14 mai 1994       | Autriche      | B&B Hotels-KTM (2022)                     |
| Embret Svestad-Bårdseng  | 1 septembre 2002  | Norvège       | Team Coop (2022)                          |
| Gijs Van Hoecke          | 12 novembre 1991  | Belgique      | AG2R Citroën Team (2022)                  |
| Sasha Weemaes            | 9 février 1998    | Belgique      | Sport Vlaanderen-Baloise (2022)           |
|                          |                   |               |                                           |
| Source : ProCyclingStats |                   |               |                                           |

### Victoires
| Victoires | Victoires                  | Victoires | Victoires | Victoires             | Victoires |
| Date      | Course                     | Pays      | Classe    | Vainqueur             |           |
| --------- | -------------------------- | --------- | --------- | --------------------- | --------- |
| 3 mai     | 1re étape du Tour de Grèce | Grèce     | 2.1       | Stanisław Aniołkowski |           |
| 6 mai     | 4e étape du Tour de Grèce  | Grèce     | 2.1       | Stanisław Aniołkowski |           |

### Classement UCI
| Classement UCI | Classement UCI           | Classement UCI | Classement UCI |
| Coureur        | Coureur                  | Pays           | Points         |
| -------------- | ------------------------ | -------------- | -------------- |
| 248e           | Pier-André Côté          | Canada         | 379 pts        |
| 305e           | Stanisław Aniołkowski    | Pologne        | 309 pts        |
| 423e           | Bart Lemmen              | Pays-Bas       | 206 pts        |
| 511e           | Charles-Étienne Chrétien | Canada         | 164 pts        |
| 625e           | Alan Banaszek            | Pologne        | 125 pts        |
| 630e           | Paul Double              | Royaume-Uni    | 123 pts        |
| 695e           | Scott McGill             | États-Unis     | 107 pts        |
| 878e           | Adam de Vos              | Canada         | 75 pts         |
| 941e           | Sasha Weemaes            | Belgique       | 68 pts         |
| 1046e          | Sebastian Schönberger    | Autriche       | 58 pts         |
| 1063e          | Colin Joyce              | États-Unis     | 55 pts         |
| 1358e          | Embret Svestad-Bårdseng  | Norvège        | 36 pts         |
| 1770e          | Gijs Van Hoecke          | Belgique       | 20 pts         |
| 1916e          | August Jensen            | Norvège        | 16 pts         |
| 2070e          | Kristian Aasvold         | Norvège        | 13 pts         |
| 2342e          | Stephen Bassett          | États-Unis     | 8 pts          |

## Saisons précédentes
- Rally Cycling en 2018
- Rally UHC Cycling en 2019